# Phil Jevons
Phil Jevons (Liverpool, 1º agosto 1979) è un ex calciatore e allenatore di calcio inglese, di ruolo attaccante.

## Carriera

### Club
Prodotto del vivaio dell'Everton, gioca 8 incontri di Premier League in cinque stagioni. Nel 2001 si trasferisce al Grimsby Town per l'equivalente di 375000 €, in Championship, dove si ritaglia un posto da titolare. Dopo aver giocato anche in quarta (con l'Hull City in prestito) e in terza divisione inglese, Jevons si trasferisce allo Yeovil Town, dove alla fine del 2005 si laurea capocannoniere del torneo con 27 centri in 42 incontri di campionato, trascinando il club alla vittoria della quarta divisione inglese. In League One, Jevons sigla 15 marcature e a fine stagione passa al Bristol City: dopo un solo anno di League One, durante il quale mette a segno 11 gol, la società è promossa in Championship ma nel novembre del 2007 l'attaccante è ceduto in prestito all'Huddersfield Town, ritornando in League One e venendo riscattato dall'Huddersfield nel gennaio seguente in cambio di circa 134000 €. Realizza 7 reti in 21 sfide di campionato. Gioca l'ultima parte della League One 2008 e la prima parte della successiva stagione, venendo girato in prestito al Bury a marzo e al Morecambe a luglio, entrambe società di quarta divisione inglese. Nell'estate 2010 il Morecambe decide di acquistare il calciatore a costo zero. Nel 2012 gioca una stagione in quinta divisione, scendendo al sesto livello del calcio inglese nell'annata seguente, durante la quale firma 19 reti in 39 incontri con la casacca dello Stockport County. A stagione conclusa decide di ritirarsi dal calcio giocato per dedicarsi all'attività di allenatore.
Durante la carriera ha totalizzato 452 incontri di campionato e 149 gol.

## Palmarès

### Club

#### Competizioni nazionali
- Football League Two: 1

Yeovil Town: 2004-2005

#### Competizioni giovanili
- FA Youth Cup: 1

Everton: 1997-1998

### Individuale
- Capocannoniere della Football League Two: 1

2004-2005 (27 gol)